# Кошарка за мушкарце на Летњим олимпијским играма 2024.
Кошаркашки турнир за мушкарце на Летњим олимпијским играма 2024. у Паризу је био 21. по реду олимпијски турнир у овом спорту. Такмичење се одржавало у периоду између 27. јула и 10. августа 2024. 
Групна (прелиминарна) фаза играла се на Стадиону Пјер Мороа у Лилу док су се утакмице елиминационе фазе одржавале у Акор арени у Паризу.
Титулу је одбранила селекција САД.

## Систем такмичења
Учествовало је укупно 12 репрезентација подељених у три групе од по четири екипа. По две најбоље пласиране репрезентације из сваке групе наставиле такмичење у четвртфиналу, правио се поредак трећепласираних репрезентација и две боље пласиране пласирале су се у четвртфинале, а једна трећепласирана репрезентација је била елиминисана као и све четвртопласиране екипе у групној фази.

## Квалификације
| Начин квалификовања               | Начин квалификовања            | Датум                            | Држава                        | Број | Квалификанти     |
| --------------------------------- | ------------------------------ | -------------------------------- | ----------------------------- | ---- | ---------------- |
| Домаћин такмичења                 | Домаћин такмичења              | Н/Д                              | Н/Д                           | 1    | Француска        |
| Светско првенство у кошарци 2023. | Африка                         | 25. август – 10. септембар 2023. | Филипини · Индонезија · Јапан | 1    | Јужни Судан      |
| Светско првенство у кошарци 2023. | Америка                        | 25. август – 10. септембар 2023. | Филипини · Индонезија · Јапан | 2    | Канада           |
| Светско првенство у кошарци 2023. | Америка                        | 25. август – 10. септембар 2023. | Филипини · Индонезија · Јапан | 2    | Сједињене Државе |
| Светско првенство у кошарци 2023. | Азија                          | 25. август – 10. септембар 2023. | Филипини · Индонезија · Јапан | 1    | Јапан            |
| Светско првенство у кошарци 2023. | Европа                         | 25. август – 10. септембар 2023. | Филипини · Индонезија · Јапан | 2    | Немачка          |
| Светско првенство у кошарци 2023. | Европа                         | 25. август – 10. септембар 2023. | Филипини · Индонезија · Јапан | 2    | Србија           |
| Светско првенство у кошарци 2023. | Океанија                       | 25. август – 10. септембар 2023. | Филипини · Индонезија · Јапан | 1    | Аустралија       |
| Олимпијске квалификације 2024.    | Олимпијске квалификације 2024. | 2–7. јул 2024.                   | Валенсија                     | 1    | Шпанија          |
| Олимпијске квалификације 2024.    | Олимпијске квалификације 2024. | 2–7. јул 2024.                   | Рига                          | 1    | Бразил           |
| Олимпијске квалификације 2024.    | Олимпијске квалификације 2024. | 2–7. јул 2024.                   | Пиреј                         | 1    | Грчка            |
| Олимпијске квалификације 2024.    | Олимпијске квалификације 2024. | 2–7. јул 2024.                   | Сан Хуан                      | 1    | Порторико        |
| Total                             | Total                          | Total                            | Total                         | 12   |                  |

## Групна фаза
Сатница је по месном (локалном) времену (UTC+2).

### Група А
| Поз. | Тим        | ИГ | Д | И | П+  | П-  | Разл. | Бод. | Коментари    |
| ---- | ---------- | -- | - | - | --- | --- | ----- | ---- | ------------ |
| 1.   | Канада     | 3  | 3 | 0 | 267 | 247 | +20   | 6    | Четвртфинале |
| 2.   | Аустралија | 3  | 1 | 2 | 246 | 250 | −4    | 4    | Четвртфинале |
| 3.   | Грчка      | 3  | 1 | 2 | 233 | 241 | −8    | 4    | Четвртфинале |
| 4.   | Шпанија    | 3  | 1 | 2 | 249 | 257 | −8    | 4    | Елиминација  |

| 27. јул 2024. 11.00 | Извештај | Аустралија                                               | 92 : 80 | Шпанија                   | Стадион Пјер Мороа, Лил Гледаоци: 26.991 Судије: Гатис Салинш, Омар Бермудез, Хуан Фернандез |  |
| 27. јул 2024. 11.00 | Извештај | Четвртине: 31 : 21, 18 : 21, 20 : 18, 23 : 20            |         |                           | Стадион Пјер Мороа, Лил Гледаоци: 26.991 Судије: Гатис Салинш, Омар Бермудез, Хуан Фернандез |  |
| 27. јул 2024. 11.00 | Извештај | Поени: Лендејл 20 Скокови: Лендејл 9 Асистенције: Гиди 8 |         | Адама 27 Гаруба 7 Браун 7 | Стадион Пјер Мороа, Лил Гледаоци: 26.991 Судије: Гатис Салинш, Омар Бермудез, Хуан Фернандез |  |

| 27. јул 2024. 21.00 | Извештај | Грчка                                                          | 79 : 86 | Канада                                | Стадион Пјер Мороа, Лил Гледаоци: 26.421 Судије: Роберто Васкез, Џони Батиста, Војћех Лиска |  |
| 27. јул 2024. 21.00 | Извештај | Четвртине: 22 : 26, 16 : 22, 22 : 20, 19 : 18                  |         |                                       | Стадион Пјер Мороа, Лил Гледаоци: 26.421 Судије: Роберто Васкез, Џони Батиста, Војћех Лиска |  |
| 27. јул 2024. 21.00 | Извештај | Поени: Адетокумбо 34 Скокови: Митоглу 8 Асистенције: Калатес 7 |         | Олиник 23 Барет 6 Гилџес-Александер 7 | Стадион Пјер Мороа, Лил Гледаоци: 26.421 Судије: Роберто Васкез, Џони Батиста, Војћех Лиска |  |

| 30. јул 2024. 11.00 | Извештај | Шпанија                                                   | 84 : 77 | Грчка                                 | Стадион Пјер Мороа, Лил Гледаоци: 26.980 Судије: Адемир Зураповић, Мартинс Козловскис, Хулио Анаја |  |
| 30. јул 2024. 11.00 | Извештај | Четвртине: 21 : 22, 28 : 13, 13 : 21, 22 : 21             |         |                                       | Стадион Пјер Мороа, Лил Гледаоци: 26.980 Судије: Адемир Зураповић, Мартинс Козловскис, Хулио Анаја |  |
| 30. јул 2024. 11.00 | Извештај | Поени: Алдама 19 Скокови: Алдама 12 Асистенције: Браун 10 |         | Адетокумбо 27 Адетокумбо 11 Калатес 7 | Стадион Пјер Мороа, Лил Гледаоци: 26.980 Судије: Адемир Зураповић, Мартинс Козловскис, Хулио Анаја |  |

| 30. јул 2024. 13.30 | Извештај | Канада                                                      | 93 : 83 | Аустралија                | Стадион Пјер Мороа, Лил Гледаоци: 26.980 Судије: Јохан Росо, Џони Батиста, Такаки Като |  |
| 30. јул 2024. 13.30 | Извештај | Четвртине: 26 : 28, 19 : 21, 27 : 21, 21 : 13               |         |                           | Стадион Пјер Мороа, Лил Гледаоци: 26.980 Судије: Јохан Росо, Џони Батиста, Такаки Като |  |
| 30. јул 2024. 13.30 | Извештај | Поени: Барет 24 Скокови: Пауел 9 Асистенције: Барет, Мари 5 |         | Гиди 19 Лендејл 12 Гиди 6 | Стадион Пјер Мороа, Лил Гледаоци: 26.980 Судије: Јохан Росо, Џони Батиста, Такаки Като |  |

| 2. август 2024. 13.30 | Извештај | Аустралија                                                 | 71 : 77 | Грчка                                | Стадион Пјер Мороа, Лил Гледаоци: 26.850 Судије: Роберто Васкез, Мартинш Козловскис, Џони Батиста |  |
| 2. август 2024. 13.30 | Извештај | Четвртине: 24 : 25, 12 : 28, 14 : 9, 21 : 15               |         |                                      | Стадион Пјер Мороа, Лил Гледаоци: 26.850 Судије: Роберто Васкез, Мартинш Козловскис, Џони Батиста |  |
| 2. август 2024. 13.30 | Извештај | Поени: Лендејл 17 Скокови: Гиди 11 Асистенције: Денијелс 8 |         | Адетокумбо 20 три играча 7 Калатес 8 | Стадион Пјер Мороа, Лил Гледаоци: 26.850 Судије: Роберто Васкез, Мартинш Козловскис, Џони Батиста |  |

| 2. август 2024. 17.15 | Извештај | Канада                                                                 | 88 : 85 | Шпанија                            | Стадион Пјер Мороа, Лил Гледаоци: 26.133 Судије: Адемир Зураповић, Хулио Анаја, Гатис Салинш |  |
| 2. август 2024. 17.15 | Извештај | Четвртине: 19 : 19, 30 : 19, 15 : 18, 24 : 29                          |         |                                    | Стадион Пјер Мороа, Лил Гледаоци: 26.133 Судије: Адемир Зураповић, Хулио Анаја, Гатис Салинш |  |
| 2. август 2024. 17.15 | Извештај | Поени: Гилџес-Александер 20 Скокови: Брукс, Мари 4 Асистенције: Мари 6 |         | Бризуела 17 Алдама 11 три играча 4 | Стадион Пјер Мороа, Лил Гледаоци: 26.133 Судије: Адемир Зураповић, Хулио Анаја, Гатис Салинш |  |

### Група Б
| Поз. | Тим       | ИГ | Д | И | П+  | П-  | Разл. | Бод. | Коментари    |
| ---- | --------- | -- | - | - | --- | --- | ----- | ---- | ------------ |
| 1.   | Немачка   | 3  | 3 | 0 | 268 | 221 | +47   | 6    | Четвртфинале |
| 2.   | Француска | 3  | 2 | 1 | 243 | 241 | +2    | 5    | Четвртфинале |
| 3.   | Бразил    | 3  | 1 | 2 | 241 | 248 | −7    | 4    | Четвртфинале |
| 4.   | Јапан     | 3  | 0 | 3 | 251 | 293 | −42   | 3    | Елиминација  |

| 27. јул 2024. 13.30 | Извештај | Немачка                                                 | 97 : 77 | Јапан                              | Стадион Пјер Мороа, Лил Гледаоци: 26.991 Судије: Антонио Конде, Борис Крејић, Ејми Бонер |  |
| 27. јул 2024. 13.30 | Извештај | Четвртине: 28 : 21, 24 : 23, 22 : 17, 23 : 16           |         |                                    | Стадион Пјер Мороа, Лил Гледаоци: 26.991 Судије: Антонио Конде, Борис Крејић, Ејми Бонер |  |
| 27. јул 2024. 13.30 | Извештај | Поени: Вагнер 22 Скокови: Тајс 7 Асистенције: Шредер 12 |         | Хатимура 20 Хокинсон 11 Кавамура 7 | Стадион Пјер Мороа, Лил Гледаоци: 26.991 Судије: Антонио Конде, Борис Крејић, Ејми Бонер |  |

| 27. јул 2024. 17.15 | Извештај | Француска                                                               | 78 : 66 | Бразил                                | Стадион Пјер Мороа, Лил Гледаоци: 26.766 Судије: Метју Калио, Луис Кастиљо, Карлос Пералта |  |
| 27. јул 2024. 17.15 | Извештај | Четвртине: 15 : 23, 24 : 23, 18 : 9, 21 : 21                            |         |                                       | Стадион Пјер Мороа, Лил Гледаоци: 26.766 Судије: Метју Калио, Луис Кастиљо, Карлос Пералта |  |
| 27. јул 2024. 17.15 | Извештај | Поени: Батум, Вембанјама 19 Скокови: Вембанјама 9 Асистенције: Албиси 4 |         | Фелисио, Меиндл 14 Фелисио 6 Сантос 6 | Стадион Пјер Мороа, Лил Гледаоци: 26.766 Судије: Метју Калио, Луис Кастиљо, Карлос Пералта |  |

| 30. јул 2024. 17.15 | Извештај | Јапан                                                                         | 90 : 94 | Француска                                         | Стадион Пјер Мороа, Лил Гледаоци: 26.900 Судије: Метју Калио, Војћех Лиска, Бланка Брнс |  |
| 30. јул 2024. 17.15 | Извештај | Четвртине: 25 : 32, 19 : 17, 20 : 20, 20 : 15, 6 : 10                         |         |                                                   | Стадион Пјер Мороа, Лил Гледаоци: 26.900 Судије: Метју Калио, Војћех Лиска, Бланка Брнс |  |
| 30. јул 2024. 17.15 | Извештај | Поени: Кавамура 29 Скокови: Хокинсон, Јута Ватанабе 8 Асистенције: Кавамура 6 |         | Вембанјама 18 Руди Гобер 15 Фурније, Вембанјама 6 | Стадион Пјер Мороа, Лил Гледаоци: 26.900 Судије: Метју Калио, Војћех Лиска, Бланка Брнс |  |

| 30. јул 2024. 21.00 | Извештај | Бразил                                                   | 73 : 86 | Немачка                     | Стадион Пјер Мороа, Лил Гледаоци: 23.884 Судије: Антонио Конде, Омар Бермудез, Гатис Салинс |  |
| 30. јул 2024. 21.00 | Извештај | Четвртине: 10 : 22, 30 : 18, 11 : 20, 22 : 26            |         |                             | Стадион Пјер Мороа, Лил Гледаоци: 23.884 Судије: Антонио Конде, Омар Бермудез, Гатис Салинс |  |
| 30. јул 2024. 21.00 | Извештај | Поени: Сантос 18 Скокови: Меиндл 6 Асистенције: Сантос 8 |         | Шредер 20 Фојгтман Шредер 6 | Стадион Пјер Мороа, Лил Гледаоци: 23.884 Судије: Антонио Конде, Омар Бермудез, Гатис Салинс |  |

| 2. август 2024. 11.00 | Извештај | Јапан                                                            | 84 : 102 | Бразил                         | Стадион Пјер Мороа, Лил Гледаоци: 26.850 Судије: Метју Калио, Борис Крејић, Војћех Лиска |  |
| 2. август 2024. 11.00 | Извештај | Четвртине: 20 : 31, 24 : 24, 29 : 22, 11 : 25                    |          |                                | Стадион Пјер Мороа, Лил Гледаоци: 26.850 Судије: Метју Калио, Борис Крејић, Војћех Лиска |  |
| 2. август 2024. 11.00 | Извештај | Поени: Хокинсон 26 Скокови: Хокинсон 10 Асистенције: Кавамура 10 |          | Кабокло 33 Кабокло 33 Уертас 8 | Стадион Пјер Мороа, Лил Гледаоци: 26.850 Судије: Метју Калио, Борис Крејић, Војћех Лиска |  |

| 2. август 2024. 21.00 | Извештај | Француска                                                        | 71 : 85 | Немачка                           | Стадион Пјер Мороа, Лил Гледаоци: 26.860 Судије: Антонио Конде, Хуан Фернандез, Андрес Бартел |  |
| 2. август 2024. 21.00 | Извештај | Четвртине: 18 : 24, 9 : 24, 19 : 21, 25 : 16                     |         |                                   | Стадион Пјер Мороа, Лил Гледаоци: 26.860 Судије: Антонио Конде, Хуан Фернандез, Андрес Бартел |  |
| 2. август 2024. 21.00 | Извештај | Поени: Вембанјама 14 Скокови: Вембанјама 12 Асистенције: Батум 3 |         | Шредер, Вагнер 26 Тајс 8 Шредер 9 | Стадион Пјер Мороа, Лил Гледаоци: 26.860 Судије: Антонио Конде, Хуан Фернандез, Андрес Бартел |  |

### Група Ц
| Поз. | Тим              | ИГ | Д | И | П+  | П-  | Разл. | Бод. | Коментари    |
| ---- | ---------------- | -- | - | - | --- | --- | ----- | ---- | ------------ |
| 1.   | Сједињене Државе | 3  | 3 | 0 | 317 | 253 | +64   | 6    | Четвртфинале |
| 2.   | Србија           | 3  | 2 | 1 | 287 | 261 | +26   | 5    | Четвртфинале |
| 3.   | Јужни Судан      | 3  | 1 | 2 | 261 | 278 | −17   | 4    | Елиминација  |
| 4.   | Порторико        | 3  | 0 | 3 | 228 | 301 | −73   | 3    | Елиминација  |

| 28. јул 2024. 11.00 | Извештај | Јужни Судан                                              | 90 : 79 | Порторико                                  | Стадион Пјер Мороа, Лил Гледаоци: 27.021 Судије: Адемир Зураповић, Такаки Като, Мартин Вулић |  |
| 28. јул 2024. 11.00 | Извештај | Четвртине: 20 : 28, 28 : 26, 23 : 15, 19 : 10            |         |                                            | Стадион Пјер Мороа, Лил Гледаоци: 27.021 Судије: Адемир Зураповић, Такаки Като, Мартин Вулић |  |
| 28. јул 2024. 11.00 | Извештај | Поени: Џоунс 19 Скокови: Габријел 9 Асистенције: Џоунс 9 |         | Алварадо 26 Кондит IV, Ромеро 6 Алварадо 5 | Стадион Пјер Мороа, Лил Гледаоци: 27.021 Судије: Адемир Зураповић, Такаки Като, Мартин Вулић |  |

| 28. јул 2024. 17.15 | Извештај | Србија                                                     | 84 : 110 | Сједињене Државе           | Стадион Пјер Мороа, Лил Гледаоци: 27.328 Судије: Јохан Росо, Хулио Анаја, Мартинш Козловскис |  |
| 28. јул 2024. 17.15 | Извештај | Четвртине: 20 : 25, 29 : 33, 16 : 26, 19 : 26              |          |                            | Стадион Пјер Мороа, Лил Гледаоци: 27.328 Судије: Јохан Росо, Хулио Анаја, Мартинш Козловскис |  |
| 28. јул 2024. 17.15 | Извештај | Поени: Јокић 20 Скокови: Богдановић 6 Асистенције: Јокић 8 |          | Дјурант 23 Џејмс 8 Џејмс 9 | Стадион Пјер Мороа, Лил Гледаоци: 27.328 Судије: Јохан Росо, Хулио Анаја, Мартинш Козловскис |  |

| 31. јул 2024. 17.15 | Извештај | Порторико                                                      | 66 : 107 | Србија                       | Стадион Пјер Мороа, Лил Гледаоци: 17.882 Судије: Хулио Анаја, Хуан Фернандез, Борис Крејић |  |
| 31. јул 2024. 17.15 | Извештај | Четвртине: 12 : 24, 23 : 28, 16 : 27, 15 : 28                  |          |                              | Стадион Пјер Мороа, Лил Гледаоци: 17.882 Судије: Хулио Анаја, Хуан Фернандез, Борис Крејић |  |
| 31. јул 2024. 17.15 | Извештај | Поени: Ортиз 19 Скокови: Ортиз 6 Асистенције: Хауард, Вотерс 3 |          | Петрушев 15 Јокић 15 Јокић 9 | Стадион Пјер Мороа, Лил Гледаоци: 17.882 Судије: Хулио Анаја, Хуан Фернандез, Борис Крејић |  |

| 31. јул 2024. 21.00 | Извештај | Сједињене Државе                                             | 103 : 86 | Јужни Судан                 | Стадион Пјер Мороа, Лил Гледаоци: 27.056 Судије: Антонио Конде, Мартин Козловскис, Такаки Като |  |
| 31. јул 2024. 21.00 | Извештај | Четвртине: 26 : 14, 29 : 22, 18 : 21, 30 : 29                |          |                             | Стадион Пјер Мороа, Лил Гледаоци: 27.056 Судије: Антонио Конде, Мартин Козловскис, Такаки Като |  |
| 31. јул 2024. 21.00 | Извештај | Поени: Адебајо 18 Скокови: три играча 7 Асистенције: Букер 6 |          | Омот 24 Габријел 10 Џоунс 7 | Стадион Пјер Мороа, Лил Гледаоци: 27.056 Судије: Антонио Конде, Мартин Козловскис, Такаки Като |  |

| 3. август 2024. 17.15 | Извештај | Порторико                                                      | 83 : 104 | Сједињене Државе             | Стадион Пјер Мороа, Лил Гледаоци: 27.244 Судије: Хулио Анаја, Гатис Салинш, Мартин Вулић |  |
| 3. август 2024. 17.15 | Извештај | Четвртине: 29 : 25, 16 : 39, 14 :23, 24 : 17                   |          |                              | Стадион Пјер Мороа, Лил Гледаоци: 27.244 Судије: Хулио Анаја, Гатис Салинш, Мартин Вулић |  |
| 3. август 2024. 17.15 | Извештај | Поени: Алварадо 18 Скокови: Ромеро 10 Асистенције: Кондит IV 5 |          | Едвардс 26 Тејтум 10 Џејмс 8 | Стадион Пјер Мороа, Лил Гледаоци: 27.244 Судије: Хулио Анаја, Гатис Салинш, Мартин Вулић |  |

| 3. август 2024. 21.00 | Извештај | Србија                                                           | 96 : 85 | Јужни Судан                         | Стадион Пјер Мороа, Лил Гледаоци: 20.916 Судије: Адемир Зураповић, Јохан Росо, Хуан Фернандез |  |
| 3. август 2024. 21.00 | Извештај | Четвртине: 23 : 22, 24 : 22, 25 : 23, 24 : 18                    |         |                                     | Стадион Пјер Мороа, Лил Гледаоци: 20.916 Судије: Адемир Зураповић, Јохан Росо, Хуан Фернандез |  |
| 3. август 2024. 21.00 | Извештај | Поени: Богдановић 30 Скокови: Јокић 13 Асистенције: Богдановић 8 |         | Џоунс, Шајок 17 Габријел 8 Џоунс 10 | Стадион Пјер Мороа, Лил Гледаоци: 20.916 Судије: Адемир Зураповић, Јохан Росо, Хуан Фернандез |  |

### Поредак трећепласираних
| Поз. | Тим         | ИГ | Д | И | П+  | П-  | Разл. | Бод. | Коментари    |
| ---- | ----------- | -- | - | - | --- | --- | ----- | ---- | ------------ |
| 1.   | Бразил      | 1  | 1 | 2 | 241 | 248 | −7    | 4    | Четвртфинале |
| 2.   | Грчка       | 3  | 1 | 2 | 233 | 241 | −8    | 4    | Четвртфинале |
| 3.   | Јужни Судан | 3  | 1 | 2 | 261 | 278 | −17   | 4    |              |

## Елиминациона фаза
|  | Четвртфинале     | Четвртфинале     |                  |    | Полуфинале  | Полуфинале  |  |  | Финале | Финале |
|  |                  |                  |                  |    |             |             |  |  |        |        |
|  | 6. август        |                  |                  |    |             |             |  |  |        |        |
|  |                  |                  |                  |    |             |             |  |  |        |        |
|  | Француска        | 82               |                  |    |             |             |  |  |        |        |
|  | Француска        | 82               | 8. август        |    |             |             |  |  |        |        |
|  | Канада           | 73               |                  |    |             |             |  |  |        |        |
|  | Канада           | 73               | Француска        | 73 |             |             |  |  |        |        |
|  | 6. август        |                  | Француска        | 73 |             |             |  |  |        |        |
|  |                  | Немачка          | 69               |    |             |             |  |  |        |        |
|  | Немачка          | Немачка          | 69               | 76 |             |             |  |  |        |        |
|  | Немачка          |                  | 10. август       | 76 |             |             |  |  |        |        |
|  | Грчка            | 63               |                  |    |             |             |  |  |        |        |
|  | Грчка            | 63               | Француска        | 87 |             |             |  |  |        |        |
|  | 6. август        |                  | Француска        | 87 |             |             |  |  |        |        |
|  |                  | Сједињене Државе | 98               |    |             |             |  |  |        |        |
|  | Бразил           | Сједињене Државе | 98               | 87 |             |             |  |  |        |        |
|  | Бразил           | 8. август        |                  | 87 |             |             |  |  |        |        |
|  | Сједињене Државе | 122              |                  |    |             |             |  |  |        |        |
|  | Сједињене Државе | 122              | Сједињене Државе | 95 |             |             |  |  |        |        |
|  | 6. август        |                  | Сједињене Државе | 95 |             |             |  |  |        |        |
|  |                  | Србија           | 91               |    | Треће место | Треће место |  |  |        |        |
|  | Србија           | Србија           | 91               | 95 | Треће место | Треће место |  |  |        |        |
|  | Србија           |                  | 10. август       | 95 |             |             |  |  |        |        |
|  | Аустралија       | 90               |                  |    |             |             |  |  |        |        |
|  | Аустралија       | 90               | Немачка          | 83 |             |             |  |  |        |        |
|  |                  |                  |                  |    |             |             |  |  |        |        |
|  | Србија           | 93               |                  |    |             |             |  |  |        |        |
|  | Србија           | 93               |                  |    |             |             |  |  |        |        |

### Четвртфинале
| 6. август 2024. 11:00 | Извештај | Немачка                                                | 76 : 63 | Грчка                                    | Акор арена, Париз Гледаоци: 12.288 Судије: Роберто Васкез, Мартинс Козловскис, Џони Батиста |  |
| 6. август 2024. 11:00 | Извештај | Четвртине: 11 : 21, 25 : 15, 23 : 16, 17 : 11          |         |                                          | Акор арена, Париз Гледаоци: 12.288 Судије: Роберто Васкез, Мартинс Козловскис, Џони Батиста |  |
| 6. август 2024. 11:00 | Извештај | Поени: Вагнер 18 Скокови: Тајс 8 Асистенције: Шредер 8 |         | Адетокумбо 22 Папаниколау 9 Адетокумбо 3 | Акор арена, Париз Гледаоци: 12.288 Судије: Роберто Васкез, Мартинс Козловскис, Џони Батиста |  |

| 6. август 2024. 14:30 | Извештај | Србија                                                 | 95 : 90 | Аустралија                        | Акор арена, Париз Гледаоци: 12.317 Судије: Јохан Росо, Хулио Анаја, Војћех Лиска |  |
| 6. август 2024. 14:30 | Извештај | Четвртине: 17 : 31, 25 : 23, 25 : 11, 15 : 17, 13 : 8  |         |                                   | Акор арена, Париз Гледаоци: 12.317 Судије: Јохан Росо, Хулио Анаја, Војћех Лиска |  |
| 6. август 2024. 14:30 | Извештај | Поени: Јокић 21 Скокови: Јокић 14 Асистенције: Јокић 9 |         | Милс 26 Лендејл, Магнеј 6 Егзам 5 | Акор арена, Париз Гледаоци: 12.317 Судије: Јохан Росо, Хулио Анаја, Војћех Лиска |  |

| 6. август 2024. 18:00 | Извештај | Француска                                                           | 82 : 73 | Канада                                           | Акор арена, Париз Гледаоци: 12.258 Судије: Адемир Зураповић, Омар Бермудез, Гатис Салинш |  |
| 6. август 2024. 18:00 | Извештај | Четвртине: 23 : 10, 22 : 19, 16 : 21, 21 : 23                       |         |                                                  | Акор арена, Париз Гледаоци: 12.258 Судије: Адемир Зураповић, Омар Бермудез, Гатис Салинш |  |
| 6. август 2024. 18:00 | Извештај | Поени: Јабуселе 22 Скокови: Вембанјама 12 Асистенције: Вембанјама 5 |         | Гилџес-Александер 27 Пауел 9 Гилџес-Александер 4 | Акор арена, Париз Гледаоци: 12.258 Судије: Адемир Зураповић, Омар Бермудез, Гатис Салинш |  |

| 6. август 2024. 21:00 | Извештај | Бразил                                                      | 87 : 122 | Сједињене Државе          | Акор арена, Париз Гледаоци: 12.364 Судије: Антонио Конде, Луис Кастиљо, Јевгениј Микхејев |  |
| 6. август 2024. 21:00 | Извештај | Четвртине: 21 : 33, 15 : 30, 35 : 31, 16 : 28               |          |                           | Акор арена, Париз Гледаоци: 12.364 Судије: Антонио Конде, Луис Кастиљо, Јевгениј Микхејев |  |
| 6. август 2024. 21:00 | Извештај | Поени: Кабокло 30 Скокови: Жеоржињо 8 Асистенције: Меиндл 7 |          | Букер 18 Дејвис 8 Џејмс 9 | Акор арена, Париз Гледаоци: 12.364 Судије: Антонио Конде, Луис Кастиљо, Јевгениј Микхејев |  |

### Полуфинале
| 8. август 2024. 17:30 | Извештај | Француска                                                          | 73 : 69 | Немачка                  | Акор арена, Париз Гледаоци: 12.454 Судије: Антонио Конде, Борис Крејић, Војћех Лиска |  |
| 8. август 2024. 17:30 | Извештај | Четвртине: 18 : 25, 15 : 8, 23 : 17, 17 : 19                       |         |                          | Акор арена, Париз Гледаоци: 12.454 Судије: Антонио Конде, Борис Крејић, Војћех Лиска |  |
| 8. август 2024. 17:30 | Извештај | Поени: Јабуселе 17 Скокови: три играча 7 Асистенције: Вембанјама 4 |         | Шредер 18 Тајс 11 Тајс 6 | Акор арена, Париз Гледаоци: 12.454 Судије: Антонио Конде, Борис Крејић, Војћех Лиска |  |

| 8. август 2024. 21:00 | Извештај | Сједињене Државе                                       | 95 : 91 | Србија                             | Акор арена, Париз Гледаоци: 12.213 Судије: Адемир Зураповић, Хулио Анаја, Мартинш Козловскис |  |
| 8. август 2024. 21:00 | Извештај | Четвртине: 23 : 31, 20 : 23, 20 : 22, 32 : 15          |         |                                    | Акор арена, Париз Гледаоци: 12.213 Судије: Адемир Зураповић, Хулио Анаја, Мартинш Козловскис |  |
| 8. август 2024. 21:00 | Извештај | Поени: Кари 36 Скокови: Џејмс 12 Асистенције: Џејмс 10 |         | Богдановић20 три играча 5 Јокић 11 | Акор арена, Париз Гледаоци: 12.213 Судије: Адемир Зураповић, Хулио Анаја, Мартинш Козловскис |  |

### Утакмица за треће место
| 10. август 2024. 11:00 | Извештај | Немачка                                                              | 83 : 93 | Србија                            | Акор арена, Париз Гледаоци: 12.406 Судије: Метју Калио, Јохан Росо, Џони Батиста |  |
| 10. август 2024. 11:00 | Извештај | Четвртине: 21 : 30, 17 : 16, 25 : 26, 20 : 21                        |         |                                   | Акор арена, Париз Гледаоци: 12.406 Судије: Метју Калио, Јохан Росо, Џони Батиста |  |
| 10. август 2024. 11:00 | Извештај | Поени: Вагнер 18 Скокови: Вагнер 9 Асистенције: Шредер, Вајлер-Беб 6 |         | Јокић, Мицић 19 Јокић 12 Јокић 11 | Акор арена, Париз Гледаоци: 12.406 Судије: Метју Калио, Јохан Росо, Џони Батиста |  |

### Финале
| 10. август 2024. 21:30 |                                                            | Француска | 87 : 98                    | Сједињене Државе | Акор арена, Париз Гледаоци: 12.121 Судије: Антонио Конде, Хулио Анаја, Војћех Лиска |  |
| 10. август 2024. 21:30 | Четвртине: 15 : 20, 26 : 29, 25 : 23, 21 : 26              |           |                            |                  | Акор арена, Париз Гледаоци: 12.121 Судије: Антонио Конде, Хулио Анаја, Војћех Лиска |  |
| 10. август 2024. 21:30 | Поени: Вембанјама 26 Скокови: Батум 8 Асистенције: Батум 4 |           | Кари 24 Дејвис 10 Џејмс 10 |                  | Акор арена, Париз Гледаоци: 12.121 Судије: Антонио Конде, Хулио Анаја, Војћех Лиска |  |

| 2. место Француска | Победник Олимпијског турнира у кошарци за мушкарце 2024. године САД 17. титула | 3. место Србија |

## Коначан пласман
| Позиција                   | Репрезентација   | ОУ | П  | ПО | КД   | КП   | КР   |
| -------------------------- | ---------------- | -- | -- | -- | ---- | ---- | ---- |
| Финале                     |                  |    |    |    |      |      |      |
|                            | Сједињене Државе | 6  | 6  | 0  | 632  | 518  | +114 |
|                            | Француска        | 6  | 4  | 2  | 485  | 481  | +4   |
| Елиминисани у полуфиналу   |                  |    |    |    |      |      |      |
|                            | Србија           | 6  | 4  | 2  | 566  | 529  | +37  |
| 4.                         | Немачка          | 6  | 4  | 2  | 496  | 450  | +46  |
| Елиминисани у четвртфиналу |                  |    |    |    |      |      |      |
| 5.                         | Канада           | 4  | 3  | 1  | 340  | 329  | +11  |
| 6.                         | Аустралија       | 4  | 1  | 3  | 336  | 345  | -9   |
| 7.                         | Бразил           | 4  | 1  | 3  | 328  | 370  | -42  |
| 8.                         | Грчка            | 4  | 1  | 3  | 296  | 317  | -21  |
| Елиминисани у групној фази |                  |    |    |    |      |      |      |
| 9.                         | Јужни Судан      | 3  | 1  | 2  | 261  | 278  | -17  |
| 10.                        | Шпанија          | 3  | 1  | 2  | 249  | 257  | -8   |
| 11.                        | Јапан            | 3  | 0  | 3  | 251  | 293  | -42  |
| 12.                        | Порторико        | 3  | 0  | 3  | 228  | 301  | -73  |
|                            | Укупно           | 52 | 26 | 26 | 4468 | 4468 | 0    |

## Статистика

### Играчи
Извор:
| Играч                 | КПУ  |
| --------------------- | ---- |
| Јанис Адетокумбо      | 25,8 |
| Шеј Гилџус Александер | 21,0 |
| Јуки Кавамура         | 20,3 |
| РЏ Барет              | 19,8 |
| Никола Јокић          | 18,8 |

| Играч             | СПУ  |
| ----------------- | ---- |
| Никола Јокић      | 10,7 |
| Џош Хокинсон      | 9,7  |
| Виктор Вембанјама | 9,7  |
| Санти Алдама      | 9,3  |
| Венјен Габријел   | 9,0  |

| Играч         | АПУ |
| ------------- | --- |
| Никола Јокић  | 8,7 |
| Леброн Џејмс  | 8,5 |
| Јуки Кавамура | 7,7 |
| Карлик Џоунс  | 7,7 |
| Денис Шредер  | 7,5 |

| Играч             | БПУ |
| ----------------- | --- |
| Венјен Габријел   | 2,0 |
| Санти Алдама      | 1,7 |
| Јута Ватанабе     | 1,7 |
| Виктор Вембанјама | 1,7 |
| Ентони Дејвис     | 1,5 |

| Играч             | УЛПУ |
| ----------------- | ---- |
| Франц Вагнер      | 2,0  |
| Виктор Вембанјама | 2,0  |
| Нуни Омот         | 2,0  |
| Никола Јокић      | 2,0  |
| Бул Куол          | 1,7  |
| Алекса Аврамовић  | 1,7  |

| Играч            | ИКПУ |
| ---------------- | ---- |
| Никола Јокић     | 31   |
| Јанис Адетокумбо | 26,5 |
| Џош Хокинсон     | 24,7 |
| Леброн Џејмс     | 23,5 |
| Санти Алдама     | 22,7 |

### Екипе
Извор:
| Екипа            | КПУ   |
| ---------------- | ----- |
| Сједињене Државе | 105,3 |
| Србија           | 94,3  |
| Јужни Судан      | 87,0  |
| Канада           | 85,0  |
| Аустралија       | 84,0  |

| Екипа            | СПУ  |
| ---------------- | ---- |
| Јужни Судан      | 42,7 |
| Аустралија       | 40,3 |
| Сједињене Државе | 39,8 |
| Србија           | 38,8 |
| Јапан            | 38,0 |

| Екипа            | АПУ  |
| ---------------- | ---- |
| Сједињене Државе | 28,0 |
| Србија           | 24,2 |
| Шпанија          | 21,3 |
| Бразил           | 20,8 |
| Аустралија       | 19,8 |
| Француска        | 19,8 |

| Екипа            | БПУ |
| ---------------- | --- |
| Сједињене Државе | 5,2 |
| Француска        | 4,8 |
| Јапан            | 4,3 |
| Јужни Судан      | 3,3 |
| Шпанија          | 3,3 |

| Екипа            | УЛПУ |
| ---------------- | ---- |
| Јужни Судан      | 9,3  |
| Сједињене Државе | 9,3  |
| Србија           | 8,7  |
| Порторико        | 8,7  |
| Бразил           | 8,0  |

| Екипа            | Просек |
| ---------------- | ------ |
| Сједињене Државе | 137,8  |
| Србија           | 114,5  |
| Немачка          | 97,7   |
| Јужни Судан      | 97,0   |
| Француска        | 92,7   |